# Élection présidentielle guinéenne de 2010
L'élection présidentielle guinéenne de 2010 est organisée au terme de la transition dirigée par le général Sékouba Konaté et remportée par Alpha Condé, premier président élu démocratiquement de l'histoire de la République de Guinée.
Plus de 50 ans après l'accession à l'indépendance de la Guinée, ce scrutin pourrait être la première élection libre de l'histoire de ce pays.
Le premier tour a lieu le 27 juin 2010, et sélectionne parmi vingt-quatre candidats l'ancien premier ministre Cellou Dalein Diallo et l'opposant Alpha Condé. Le second tour se tient le 7 novembre 2010 et mène à l'élection d'Alpha Condé.

## Contexte
L'élection présidentielle de 2010 apparaît comme « historique »,,. En effet, c'est la première fois que la Guinée, indépendante depuis 1958, va pouvoir choisir démocratiquement son chef d'État. Elle n'en a jusque-là connus que trois en 52 ans. Cette élection est organisée alors que le pouvoir est détenu par un gouvernement de transition présidé par le général Sékouba Konaté et s'inscrit dans une situation politique tendue. À la mort du président Lansana Conté en décembre 2008, l'armée porte au pouvoir le capitaine Moussa Dadis Camara. L'incertitude s'installe au sujet de sa participation ou non à l'élection présidentielle qui doit être organisée. Le 28 septembre 2009, l'armée tire sur une manifestation à Conakry, faisant environ 150 morts. Le 3 décembre 2009, Moussa Dadis Camara est grièvement blessé lors d'un attentat et est hospitalisé à l'étranger, où il se trouve toujours en exil. Dans ce contexte, le fait qu'aucun militaire ni aucun membre du gouvernement de transition ne prenne part à l'élection renforce la crédibilité du processus électoral. Cependant, l'attitude du premier ministre de transition Jean-Marie Doré et du président auto-proclamé en exil Moussa Dadis Camara reste ambiguë[réf. souhaitée], bien que ce dernier ait affirmé ne soutenir aucun candidat et ait appelé les citoyens à se rendre aux urnes.

## Déroulement du scrutin
Malgré des difficultés dans l'organisation du scrutin, dont la constitution des listes électorales et l'approvisionnement en matériel, la participation des 4,2 millions de Guinéens appelés à voter au premier tour s'élève à environ 52 %. Le vote, que surveillaient 500[réf. à confirmer] observateurs internationaux, s'est déroulé dans le calme, bien que des incidents aient eu lieu à la fin de la campagne électorale,. Vingt-quatre personnes étaient candidates, dont les anciens premiers ministres Sidya Touré et Cellou Dalein Diallo, l'éternel opposant Alpha Condé, et une femme, Saran Daraba Kaba. Conformément à l'engagement du général Konaté, aucun militaire ni aucun membre du gouvernement de transition ne prend part au scrutin.
Le second tour, initialement prévu pour le 18 juillet, a été repoussé en raison de l'attente de la promulgation des résultats définitifs, la Cour suprême devant en effet étudier les recours déposés. Le second tour devait avoir lieu, selon la loi électorale, 14 jours après la proclamation des résultats définitifs, soit à la mi-août. Après plusieurs reports pour cause de violences entre les partisans des deux candidats et de problèmes logistiques, il est finalement fixé au 7 novembre 2010, alors que le climat s'est fortement dégradé. L'impartialité de la commission électorale est remise en cause par les deux candidats, et la peur d'un vote communautaire apparaît (Cellou Dalein Diallo est peul et Condé malinké). Plusieurs incidents violents, parfois mortels, se produisent avant et après le second tour.

## Résultats
| Candidats                | Candidats                | Partis                                                      | Premier tour | Premier tour | Second tour | Second tour |
| Candidats                | Candidats                | Partis                                                      | Voix         | %            | Voix        | %           |
| ------------------------ | ------------------------ | ----------------------------------------------------------- | ------------ | ------------ | ----------- | ----------- |
|                          | Cellou Dalein Diallo     | Union des forces démocratiques de Guinée                    | 772 496      | 43,60        | 1 333 666   | 47,48       |
|                          | Alpha Condé              | Rassemblement du peuple de Guinée                           | 323 406      | 18,25        | 1 474 973   | 52,52       |
|                          | Sidya Touré              | Union des forces républicaines                              | 230 867      | 13,03        |             |             |
|                          | Lansana Kouyaté          | Parti de l'espoir pour le développement national            | 124 902      | 7,05         |             |             |
|                          | Papa Koly Kourouma       | Rassemblement pour la défense de la République              | 101 827      | 5,75         |             |             |
|                          | Ibrahima Abé Sylla       | Nouvelle génération pour la République                      | 57 394       | 3,24         |             |             |
|                          | Jean Marc Telliano       | Rassemblement pour le développement intégré de la Guinée    | 41 332       | 2,33         |             |             |
|                          | Aboubacar Somparé        | Parti de l'unité et du progrès                              | 16 947       | 0,96         |             |             |
|                          | Boubacar Barry           | Parti national pour le renouveau                            | 14 200       | 0,80         |             |             |
|                          | Ousmane Bah              | Union pour le progrès et le renouveau                       | 12 140       | 0,69         |             |             |
|                          | Ibrahima Kassory Fofana  | Guinée pour tous                                            | 11 778       | 0,66         |             |             |
|                          | Ousmane Kaba             | Parti libéral pour l'unité et la solidarité                 | 9 613        | 0,54         |             |             |
|                          | François Lonsény Fall    | Front uni pour la démocratie et le changement               | 8 207        | 0,46         |             |             |
|                          | Elhadj Mamadou Sylla     | Union démocratique de Guinée                                | 8 016        | 0,45         |             |             |
|                          | Saran Daraba Kaba        | Convention démocratique panafricaine                        | 6 815        | 0,38         |             |             |
|                          | Mamadou Diawara          | Parti du travail et de la solidarité                        | 5 641        | 0,32         |             |             |
|                          | Boubacar Bah             | Avenir démocratique prospérité de Guinée                    | 5 354        | 0,30         |             |             |
|                          | Alpha Ibrahima Keira     | Parti républicain                                           | 4 600        | 0,26         |             |             |
|                          | M'Bemba Traoré           | Parti de la démocratie et de l'unité                        | 4 292        | 0,24         |             |             |
|                          | Mamadou Baadiko Bah      | Union des forces démocratiques                              | 3 409        | 0,19         |             |             |
|                          | Joseph Bangoura          | Parti de l’union pour le développement intégré de la Guinée | 3 247        | 0,18         |             |             |
|                          | Abraham Bouré            | Rassemblement guinéen pour l'unité et le développement      | 2 179        | 0,12         |             |             |
|                          | Fodé Mohamed Soumah      | Génération citoyenne                                        | 1 984        | 0,11         |             |             |
|                          | Bouna Keita              | Rassemblement pour une Guinée prospère                      | 1 334        | 0,08         |             |             |
|                          |                          |                                                             |              |              |             |             |
| Votes valides            | Votes valides            | Votes valides                                               | 1 771 980    | 90,90        | 2 808 639   | 96,91       |
| Votes blancs et nuls     | Votes blancs et nuls     | Votes blancs et nuls                                        | 177 416      | 9,10         | 89 594      | 3,09        |
| Total                    | Total                    | Total                                                       | 1 949 396    | 100          | 2 898 233   | 100         |
| Abstention               | Abstention               | Abstention                                                  | 1 828 781    | 48,40        | 1 372 298   | 32,13       |
| Inscrits / participation | Inscrits / participation | Inscrits / participation                                    | 3 778 177    | 51,60        | 4 270 531   | 67,87       |

## Entre deux tours
À la suite de la proclamation des résultats du premier tour, l'ancien Premier ministre Cellou Dalein Diallo et l'opposant historique Alpha Condé s'affronteront tous deux au second tour de l'élection présidentielle. Selon des résultats officiels mais provisoires, ils ont remporté, respectivement, 39,72 % et 20,67 % des suffrages le 27 juin 2010. Les résultats définitifs, publiés le 20 juillet, accentuent l'écart entre les deux candidats, qui obtiennent respectivement 43,69 % et 18,25 % des suffrages, et confirment le fait que Sidya Touré, arrivé troisième avec 13,02 %, ne participera pas au second tour,.
La Cour suprême a annulé les votes dans cinq circonscriptions du pays au motif que les procès-verbaux de déroulement du scrutin ne lui avaient pas été remis.
Les résultats provisoires ont été contestés par de nombreux candidats et partis et la CENI a été accusée d'avoir manipulé les résultats. Des fraudes ont été dénoncées par Alpha Condé, Sidya Touré, Lansana Kouyaté et Cellou Dalein Diallo, certains ont demandé l'annulation du scrutin,. Sékouba Konaté, le président de la transition, a été accusé par Sidya Touré et des membres de l'UFR d'avoir organisé des fraudes, et a été la cible d'insultes lors d'une manifestation le 5 juillet. Après avoir reçu de nombreuses personnalités dont Sidya Touré, il décide finalement le 6 juillet de ne pas démissionner.
En attendant le second tour, Alpha Condé et Celou Diallo cherchent à obtenir le soutien des candidats éliminés. Celui de Sidya Touré, arrivé troisième, pourrait être déterminant. Cependant, il est difficile de prévoir si les consignes de vote seront suivies, étant donné que cette élection est la première réellement libre de l'histoire du pays.

## Suites
Quelques jours après le second tour organisé le 7 novembre 2010, les résultats officiels n'étaient toujours pas annoncés. Le président de la Commission électorale nationale indépendante (Céni), le Malien Siaka Sangaré, a déclaré le 10 novembre que la Commission a reçu « beaucoup de réclamations et se fait un devoir de les examiner ».
Le 15 novembre, Condé est déclaré vainqueur du second tour par 52,52 % des voix, avec un taux de participation d'environ 68 %. L'annonce de ce résultat provisoire, suivie de plusieurs coups de feu dans des quartiers de Conakry, se fait dans un climat de tension, des affrontements entre de jeunes partisans de Cellou Dalein Diallo et la police ayant une fait une victime dans la capitale, et des partisans des deux camps s'opposent dans les jours qui suivent. Cellou Dalein Diallo, qui était donné favori, a dénoncé les résultats et dénoncé des fraudes. La commission électorale doit encore examiner les réclamations. Pour faire face aux violences et aux pillages, alors qu'une dizaine de personnes auraient été tuées entre le 15 novembre, jour de l'annonce des résultats provisoires, et le 18 novembre, les autorités ont décrété l'état d'urgence jusqu'à la promulgation des résultats définitifs. La brutalité des forces de l'ordre a été dénoncée, alors que plusieurs personnes ont été tuées à bout portant lors de descentes de police.
Les résultats définitifs sont proclamés par la Cour suprême dans la nuit du 2 au 3 décembre. Ils confirment les résultats provisoires, dont ils sont très proches, malgré les recours en annulation déposés auprès de la Cour : le nombre de voix recueillies par Cellou Dalein Diallo n'est pas modifié tandis que celui d'Alpha Condé est augmenté de 307 voix ,. Cellou Dalein Diallo reconnaît les résultats et la victoire de son adversaire.